# Африка Прощавай
«Африка Прощавай» (італ. Africa Addio,  Італія; англ. Farewell Africa,  Велика Британія; англ. Africa: Blood and Guts,  США) — італійський документальний фільм 1966 року режисерів Гуальтьєро Якопетті і Франко Проспері. Прем'єра фільму відбулася 11 лютого 1966 року в Італії.

## Синопсис
Документальний фільм розповідає про реальне життя африканських народів, безглузду жорстокість, геноцид, громадянські війни, жорстокість дрібних військових угруповань, браконьєрство в заповідниках і про безсилля влади африканських країн.

## Прем'єри у світі
- Італія — 11 лютого 1966
- Японія — 23 квітня 1966
- Німеччина — 3 червня 1966
- Нідерланди — 25 серпня 1966
- Велика Британія — 1967
- Аргентина — 15 лютого 1967
- США ― 12 березня 1967
- Норвегія ― 12 червня 1967
- Колумбія ― 11 серпня 1967
- Швеція ― 20 травня 1968
- Фінляндія — 4 жовтня 1968
- Данія — 20 січня 1969
- США — 1970 (як «Africa: Blood and Guts»)
- Іспанія — 4 листопада 1981
- Франція ― 4 вересня 2010
- Швеція ― 27 жовтня 2010 (DVD)
- США ― 4 березня 2016
- Швейцарія — 18 жовтня 2018

## Цікаві факти
- У Кенії знімальна група була захоплена і ледь уникла розстрілу.
- Режисерів звинуватили в тому, що сцени вбивств зняті наживо, при цьому люди були вбиті по команді «Мотор». Для виправдання їх невинності найняли свідків, але пізніше було підтверджено те, що сцени вбивств і розстрілів у фільмі були дійсно зняті наживо. Одна з підстав звинувачення було неакуратне визнання постановника фільму: «Найманці робили все що ми просили»[1].